# 第4次伊藤内閣
第4次伊藤内閣（だいよじ いとうないかく）は、元老、立憲政友会総裁の伊藤博文が第10代内閣総理大臣に任命され、1900年（明治33年）10月19日から1901年（明治34年）6月2日まで続いた日本の内閣。

## 内閣の顔ぶれ・人事
国務大臣
1900年（明治33年）10月19日任命。在職日数204日（第1次、2次、3次、4次通算2,720日）。
| 職名 | 代 | 氏名       | 氏名 | 出身等                            | 特命事項等                       | 備考                               |
| --- | -- | ---------- | ---- | --------------------------------- | -------------------------------- | ---------------------------------- |
| 内閣総理大臣 | 10 | 伊藤博文   |      | 立憲政友会 侯爵                   |                                  | 1901年5月10日免 立憲政友会総裁     |
| 内閣総理大臣 | -  | 西園寺公望 |      | 立憲政友会 侯爵                   | 臨時代理 （班列兼任） 枢密院議長 | 1900年10月27日任 1900年12月12日免  |
| 外務大臣 | 16 | 加藤高明   |      | 外務省                            |                                  | 初入閣                             |
| 内務大臣 | 15 | 末松謙澄   |      | 貴族院 立憲政友会 （無会派） 男爵 |                                  |                                    |
| 大蔵大臣 | 9  | 渡辺国武   |      | 立憲政友会 子爵                   |                                  |                                    |
| 陸軍大臣 | 5  | 桂太郎     |      | 陸軍大将 子爵                     |                                  | 留任 1900年12月23日免              |
| 陸軍大臣 | 6  | 児玉源太郎 |      | 陸軍中将 男爵                     | 台湾総督                         | 初入閣 1900年12月23日任            |
| 海軍大臣 | 5  | 山本権兵衛 |      | 海軍中将 （海兵2期）              |                                  | 留任                               |
| 司法大臣 | 10 | 金子堅太郎 |      | 貴族院 立憲政友会 （無会派） 男爵 |                                  |                                    |
| 文部大臣 | 15 | 松田正久   |      | 衆議院 立憲政友会                 |                                  |                                    |
| 農商務大臣 | 17 | 林有造     |      | 衆議院 立憲政友会                 |                                  |                                    |
| 逓信大臣 | 10 | 星亨       |      | 衆議院 立憲政友会                 |                                  | 初入閣 1900年12月21日免            |
| 逓信大臣 | 11 | 原敬       |      | 立憲政友会                        |                                  | 初入閣 1900年12月22日任            |
| 班列 | -  | 西園寺公望 |      | 立憲政友会 侯爵                   | 内閣総理大臣臨時代理 枢密院議長  | 1900年10月27日任 1901年5月10日まで |
| 1. 辞令のある留任は個別の代として記載し、辞令のない留任は記載しない。 2. 臨時代理は、大臣空位の場合のみ記載し、海外出張時等の一時不在代理は記載しない。 3. 代数は、臨時兼任・臨時代理を数えず、兼任・兼務は数える。 |    |            |      |                                   |                                  |                                    |

西園寺枢密院議長による臨時兼任期
1901年（明治34年）5月10日任命。在職日数24日。
| 職名 | 代 | 氏名       | 氏名 | 出身等                            | 特命事項等                                   | 備考            |
| 内閣総理大臣 |    |            |      |                                   |                                              |                 |
| --- | -- | ---------- | ---- | --------------------------------- | -------------------------------------------- | --------------- |
| 内閣総理大臣 | -  | 西園寺公望 |      | 立憲政友会 侯爵                   | 臨時兼任 枢密院議長                          | 1901年5月10日兼 |
| 外務大臣 | 11 | 加藤高明   |      | 外務省                            |                                              |                 |
| 内務大臣 | 15 | 末松謙澄   |      | 貴族院 立憲政友会 （無会派） 男爵 |                                              |                 |
| 大蔵大臣 | 9  | 渡辺国武   |      | 立憲政友会 子爵                   |                                              | 1901年5月14日免 |
| 大蔵大臣 | -  | 西園寺公望 |      | 立憲政友会 侯爵                   | 臨時兼任 （内閣総理大臣臨時兼任） 枢密院議長 | 1901年5月14日兼 |
| 陸軍大臣 | 6  | 児玉源太郎 |      | 陸軍中将 男爵                     | 台湾総督                                     |                 |
| 海軍大臣 | 5  | 山本権兵衛 |      | 海軍中将 （海兵2期）              |                                              |                 |
| 司法大臣 | 10 | 金子堅太郎 |      | 貴族院 立憲政友会 （無会派） 男爵 |                                              |                 |
| 文部大臣 | 15 | 松田正久   |      | 衆議院 立憲政友会                 |                                              |                 |
| 農商務大臣 | 17 | 林有造     |      | 衆議院 立憲政友会                 |                                              |                 |
| 逓信大臣 | 11 | 原敬       |      | 立憲政友会                        |                                              |                 |
| 1. 辞令のある留任は個別の代として記載し、辞令のない留任は記載しない。 2. 臨時代理は、大臣空位の場合のみ記載し、海外出張時等の一時不在代理は記載しない。 3. 代数は、臨時兼任・臨時代理を数えず、兼任・兼務は数える。 |    |            |      |                                   |                                              |                 |

内閣書記官長・法制局長官
1900年（明治33年）10月19日任命。
| 職名 | 代 | 氏名       | 氏名 | 出身等                           | 特命事項等   | 備考                      |
| --- | -- | ---------- | ---- | -------------------------------- | ------------ | ------------------------- |
| 内閣書記官長 | 11 | 鮫島武之助 |      | 貴族院 無所属 （無会派）         |              |                           |
| 法制局長官 | 8  | 平田東助   |      | 旧米沢藩 貴族院 無所属（茶話会） | 内閣恩給局長 | 事務引継 1900年10月24日免 |
| 法制局長官 | 9  | 奥田義人   |      | 農商務省                         | 内閣恩給局長 | 1900年10月24日任          |
| 1. 辞令のある留任は個別の代として記載し、辞令のない留任は記載しない。 2. 臨時代理は、大臣空位の場合のみ記載し、海外出張時等の一時不在代理は記載しない。 3. 代数は、臨時兼任・臨時代理を数えず、兼任・兼務は数える。 |    |            |      |                                  |              |                           |

勢力早見表
※ 内閣発足当初（前内閣の事務引継は除く）。
| 出身党派   | 国務大臣 | その他                   |
| ---------- | -------- | ------------------------ |
| 非政党     | 2        | 内閣書記官長、法制局長官 |
| 立憲政友会 | 8        | 国務大臣のべ9            |
|            | 10       | 国務大臣のべ11           |

## 内閣の動き
それまでの歴代内閣は、民意（衆議院）から一定の距離をとった超然主義を標榜したが、それはすなわち議会に基盤を持たないオール野党状態であったため、議会政党と個別に連携するなど、慢性的に不安定な政権運営を余儀なくされていた。元老筆頭の伊藤博文はこの状態を解消すべく、議院内閣制（政党内閣制）の本格導入を企図、旧憲政党を母体として立憲政友会を結党し、総裁に就任する（1900年9月15日）。伊藤総裁と政界を二分していた山縣有朋首相はこの動きを警戒し、意趣返しとして、結党準備中の政友会を揺さぶるために首相を辞任、伊藤を後継に推薦し（9月26日）、首相の座を伊藤に押し付けた。
4度目の大命降下を受けた伊藤は、組閣と政友会の組織編制とを同時並行で行うことになったが、渡辺国武を筆頭に官僚派と、星亨率いる党人派との間でのポスト調整が難航する。特に渡辺は当初の組閣方針に反対して脱党を表明するなど強硬な態度をとったため、内閣ポストは官僚派が主流を占める結果になった。蔵相には伊藤首相の盟友であった井上馨を想定していたが渡辺が就任、続くポストである内相には原敬を想定していたが、井上の蔵相がなくなったため内相にはより気心の知れる末松謙澄（伊藤の娘婿）を据え、原の就任は見送られた。最終的に、加藤外相、桂陸相、山本海相のほかは全員が政友会員であったが、官僚派は渡辺蔵相、末松内相、金子法相、党人派は林農商務相、星逓相、松田文相と、官僚派が重要ポストを占めており、官僚派が優勢な布陣になった（更に星逓相が東京市会汚職事件で辞職した後任には、官僚派の原敬が就任する）。
伊藤は衆議院は政友会によって抑えたが、反対に貴族院は山縣の牙城であり、貴族院は内閣、政友会の攻撃を行う。前述の汚職事件で追及を受けた星逓相が12月22日に辞職すると官僚派と党人派の対立が再燃し、そのままの状態で12月25日に第15回帝国議会が召集される。伊藤内閣は予算案および、北清事変に対処するための増税案を提出するが、1901年2月、貴族院で否決される。閣議において、加藤外相は解散総選挙によって信を問うことを提案したが、原逓相は政友会の組織が整っていないこと、仮に多数をとっても貴族院対策の目途が立たないことを理由に反対し、解散は頓挫する。2月27日から3月8日まで議会が停会され、その間に伊藤は山縣・井上・松方正義・西郷従道など元老と協議を行い、12日の明治天皇の詔書によって16日に貴族院も予算案を可決、漸く事態を収拾した。
一方、政友会内部では鉄道の新規着工を要求する予算を求める声が上がり、それを原逓相が必死に押止めていたが、そんな折に渡辺蔵相が「公債に依存した事業の全停止」を提案した。当時、鉄道敷設法によって鉄道建設は鉄道公債の発行によって全て賄うこととされており、この提案は新規どころか既存の鉄道工事も全て停止すると言っているのにも等しかった。これに激怒した原や他の閣僚達の抗議を受けた渡辺が孤立するに至って、伊藤首相は5月2日に単独で辞任し、10日から班列であった西園寺公望枢密院議長が臨時首相を務めた後、6月2日に桂太郎が首相となり第1次桂内閣が発足した。
なお、伊藤辞任から2日後の5月4日に元老会議が開かれ、伊藤は元老達からの推薦を貰い再登板を狙ったとされるが実現せず、井上が16日に天皇からの大命降下を受けたが人選に失敗したため23日に辞退、改めて元老が協議した結果桂が首相就任するに至った。山縣の腹心だった桂は所属していた山縣の派閥から人材を引き抜き超然内閣を作ったが、政友会との連携も必要と認識していたため、西園寺が率いる政友会と手を組み後の桂園時代が到来した。
なお、この内閣は大日本帝国憲法下では唯一の第4次内閣であり、これ以後の内閣総理大臣で第4次内閣を組閣したのは第二次世界大戦以後の吉田茂と安倍晋三の2名のみである。